# Marius Andersen (borgmester 1945-54)
 Der er flere personer med dette navn, se Marius Andersen.
Carl Marius Emil Andersen (22. oktober 1881 i Aalborg – 11. juli 1957 smst) var en socialdemokratisk borgmester for Aalborg Købstadskommune i perioden 1945-54. Han omtales ofte som Marius den første, da den socialdemokratiske borgmester i perioden 1970-81 også hed Marius Andersen.
Han blev som 19-årig udlært som maskinarbejder og var i 14 år ansat ved Aalborg Privatbaners maskinafdeling fra 1904. Den politiske karriere begyndte, da han i 1911 blev forretningsfører for Smedenes og Maskinarbejdernes Fagforenings lokalafdeling i Aalborg, en post han bestred i 26 år, hvorefter han i 1937 blev forretningsfører for avisen Nordjyllands Social-Demokrat frem til 1945.
I 1919 blev Andersen valgt ind i kommunalbestyrelsen i købstaden, hvor han under borgmester Marinus Jørgensen fik posten som viceborgmester i 1937. Da Jørgensen blev stillet for den den socialdemokratiske partidomstol i 1945[kilde mangler], blev Andersen efterfølgende valgt til borgmester. Efter ni år trak han sig tilbage i 1954, hvorefter vice-borgmester Jens Jensen blev indsat i embedet som borgmester.
Han er begravet på Almen Kirkegård i Aalborg.